# Брезнишка котловина
Брезнишката котловина е котловина в Западна България, област Перник, в историко-географската област Граово, част от физико-географската област Краище.
Котловината има удължена форма от север-северозапад на юг-югоизток на протежение от около 22 км, а ширината ѝ достига до 13 км. Площта ѝ е около 60 км2, а средната ѝ надморска височина 750 м – в най-ниските части около 700 м, а в периферните до 800 м. Разположена е между планините Люлин (на изток), Вискяр (на север), Завалска (на северозапад), Любаш (на запад) и Черна гора (на югозапад). На северозапад чрез седловина между планините Завалска и Любаш, висока 878 м, се свързва с Трънската котловина, а на югоизток и юг проломите Кракра и Чардакски на река Струма я свързват съответно с Пернишката и Радомирската котловина.
Брезнишката котловина има плоско котловинно дъно, а периферните ѝ части са хълмисти и разчленени. Образувана е през терциера, а през кватернера е станало разчленяването ѝ от речната ерозия. В района на град Брезник има минерални извори. Климатът е умерено-континентален със средногодишна течпература за станция Брезник от 8,4 °C, средна януарска -3 °C и средна юлска 19,1 °C. Средна годишна валежна сума 570 мм. През зимните месеци се наблюдават температурни инверсии. Отводнява се от Конска река (десен приток на Струма) и нейните малки и къси притоци, спускащи се от съседните планини. Почвите са представени от чернозем-смолници, кафяви и канелени горски. Климатичните и почвените условия благоприятстват развитието на животновъдството, зърнопроизводството и овощарството.
В крайната северна и южна част на котловината са разположени градовете Брезник и Батановци, а в останалата ѝ част – още 26 села: Бегуновци, Билинци, Богдановдол, Брезнишки извор, Велковци, Видрица, Вискяр, Витановци, Гигинци, Гърло, Зидарци, Конска, Кошарево, Лесковец, Мещица, Муртинци, Непразненци, Ноевци, Расник, Режанци, Садовик, Селищен дол, Слаковци, Сопица, Черна гора и Ярджиловци.
През котловината преминават участъци от три пътя от Държавната пътна мрежа:
- По цялата ѝ дължина, от юг-югоизток на север-северозапад, на протежение от 22,3 км – участък от второкласен път № 63 Перник – Брезник – Трън – ГКПП Стрезимировци.
- От запад на изток, между селата Гигинци и Селищен дол, на протежение от 12,3 км – участък от третокласен път № 605 Калотинци – Гигинци – Селищен дол.
- От север на юг, между Брезник и Батановци, на протежение от 21,6 км – участък от третокласен път № 811 Сливница – Брезник – Батановци.

В югоизточната част на котоловината, между гарите Разменна и Батановци, преминава и участък от трасето на жп линия Волуяк – Батановци.

## Топографска карта
- Лист от карта K-34-46. Мащаб: 1 : 100 000.
- Лист от карта K-34-58. Мащаб: 1 : 100 000.